# 富国特区
富国特区（越南语：／）是越南安江省下辖的一个特区，位于富国岛。

## 地理
富国特区位于泰国湾富国岛。

## 历史
1976年，富国县隶属坚江省管辖。
1979年2月17日，格阳社析置格干社，咸宁社拜屯邑和昏一邑2邑划归格干社管辖；阳思社析置安泰社，咸宁社沥咸邑1邑和阳东市镇率梅店1店划归阳思社管辖；咸宁社更名为拜本社。
1993年4月24日，以土珠群岛设立土珠社，格阳社和格干社析置拜屯社，拜本社更名为咸宁社。
1997年3月18日，格干社析置岸油社。
1999年，柬埔寨与越南划定泰国湾边界，柬埔寨承认富国岛属于越南。
2003年2月11日，安泰社析置安泰市镇，剩余区域更名为昏屯社。
2014年9月17日，富国县被评定为二级城市。
2020年12月9日，富国县改制为富国市，杨东市镇改制为杨东坊，安泰市镇和昏屯社合并为安泰坊，当时，富国市共下辖安泰、楊東2坊，拜屯社、格干社、格阳社、阳思社、岸油社、咸宁社、土珠社7社，市人民委员会位于杨东坊。。
2025年6月，坚江省并入安江省，富国市撤销並析分为两个與坊、社同级别的特区：富国特区及土珠特区。